# Gheorghe Teleman

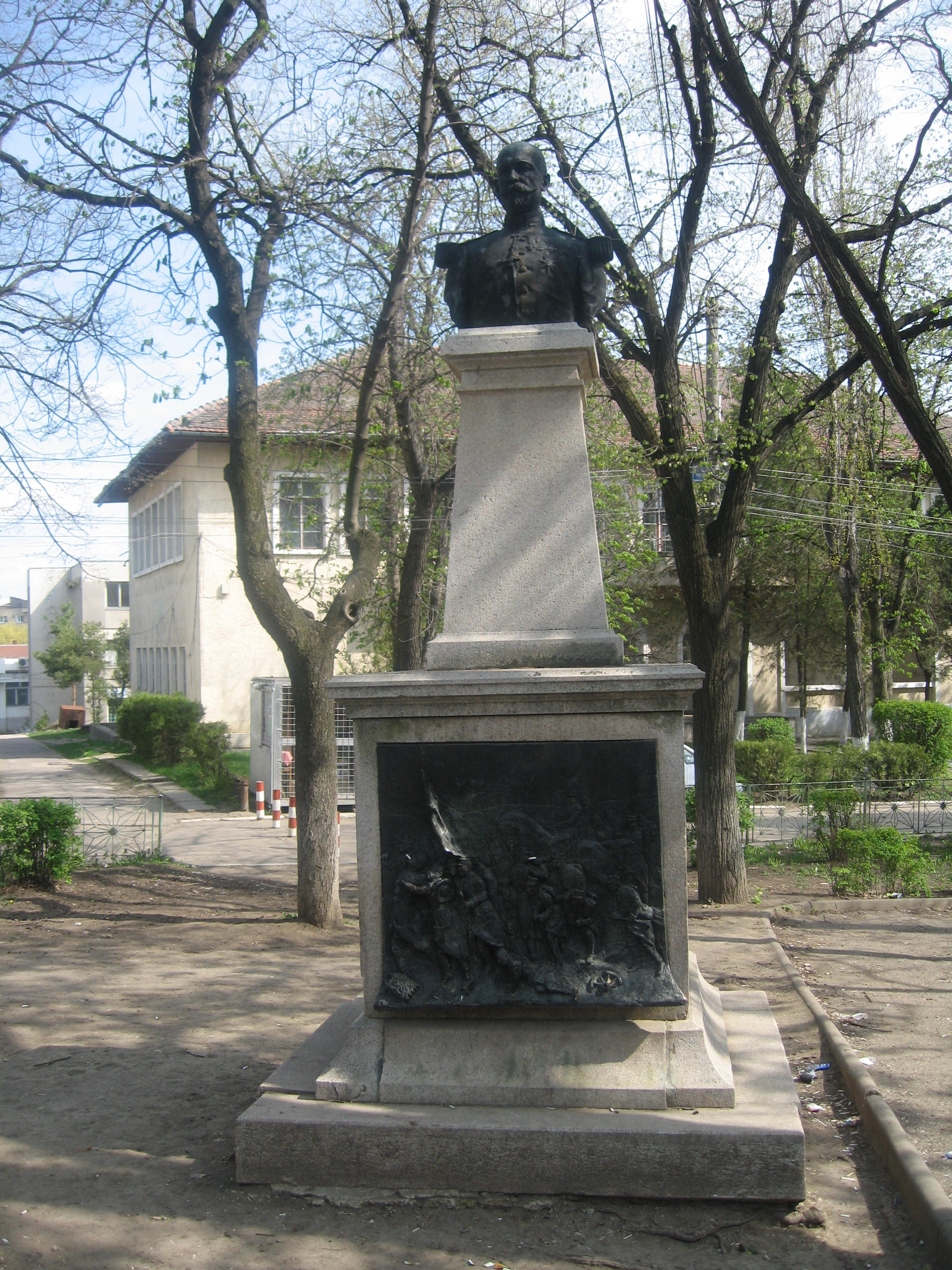
Bustul generalului Gh. Teleman din Huşi

Gheorghe Teleman (n. 22 octombrie 1838, Iași, Moldova – d. 4 iulie 1913, Huși, Vaslui, România) a fost un general și om politic român. 

## Biografie
S-a născut la Iași. A luptat cu gradul de maior în Războiul pentru Independență al României (1877-1878). A participat activ la Lupta de la Smârdan, fiind decorat pentru eroism. A fost promovat până la gradul de general de divizie. 
A îndeplinit apoi demnitățile de senator și deputat de Huși, primar al orașului Huși, șef al Partidului Conservator - Organizația Județeană Fălciu și prefect al județului Fălciu.
Gheorghe Teleman a decedat la 4 iulie 1913, fiind înmormântat în Cimitirul Eternitatea din Huși.

## In memoriam
În anul 1914, în Parcul Cuza Vodă din orașul Huși a fost amplasat un bust al generalului Gheorghe Teleman realizat din bronz de către sculptorul Firenze Vignali. Generalul este prezentat în uniformă militară, cu capul descoperit. Pe piedestal se află gravat următorul text: 
„Marelui cetățien General Gheorghe Teleman. Acest monument s'a ridicat în anul 1914 în orașul Huși prin subscripție publică, din inițiativa prietinilor politici din județul Fălciu. General de divizie Gheorghe Teleman, născut la 1838, luna octombrie, în 22. Maior în compania anului 1877-1878, unde a luat parte activă la asediul de la Smîrdan. Deputat - senator - prefect și șef al Partidului Conservator din județul Fălciu. Posesor a mai multor ordine și decorațiuni. Decedat la 1913, luna iulie, 4.”
Bustul generalului Teleman din Huși a fost înscris pe Lista monumentelor istorice din județul Vaslui la nr. 441, având cod LMI VS-IV-m-B-06914.
În prezent, o stradă din Huși îi poartă numele. 